# 世界语旗帜

世界語旗幟

世界语旗帜，它的樣子是綠底、左上角白色正方形，正方形當中有一顆綠色五角星。其中绿色象征着希望，白色象征着和平和中立，五角星表示五大洲（传统上的说法）。
根据国际世界语协会理事會推薦的尺寸比例应该为：旗幟寬比旗幟高比旁边的白色正方形邊長应该是3:2:1。白色部分和包围五角星的圆的半径的比例应该为：10:3.5。
一些世界语使用者认为这面传统的旗帜对于一门国际语言来说太富民族主义色彩，所以很多组织已经不再推荐使用它了。很多人则继续把它当成国际或超国家团结的标志。虽然一些世界语者把所有人都把世界语作为第二语言当作“最后的胜利”而认为这面旗帜没有使用的必要，但是有时世界语的旅行者仍会使用这面旗帜以方便和其他地方的世界语使用者见面。

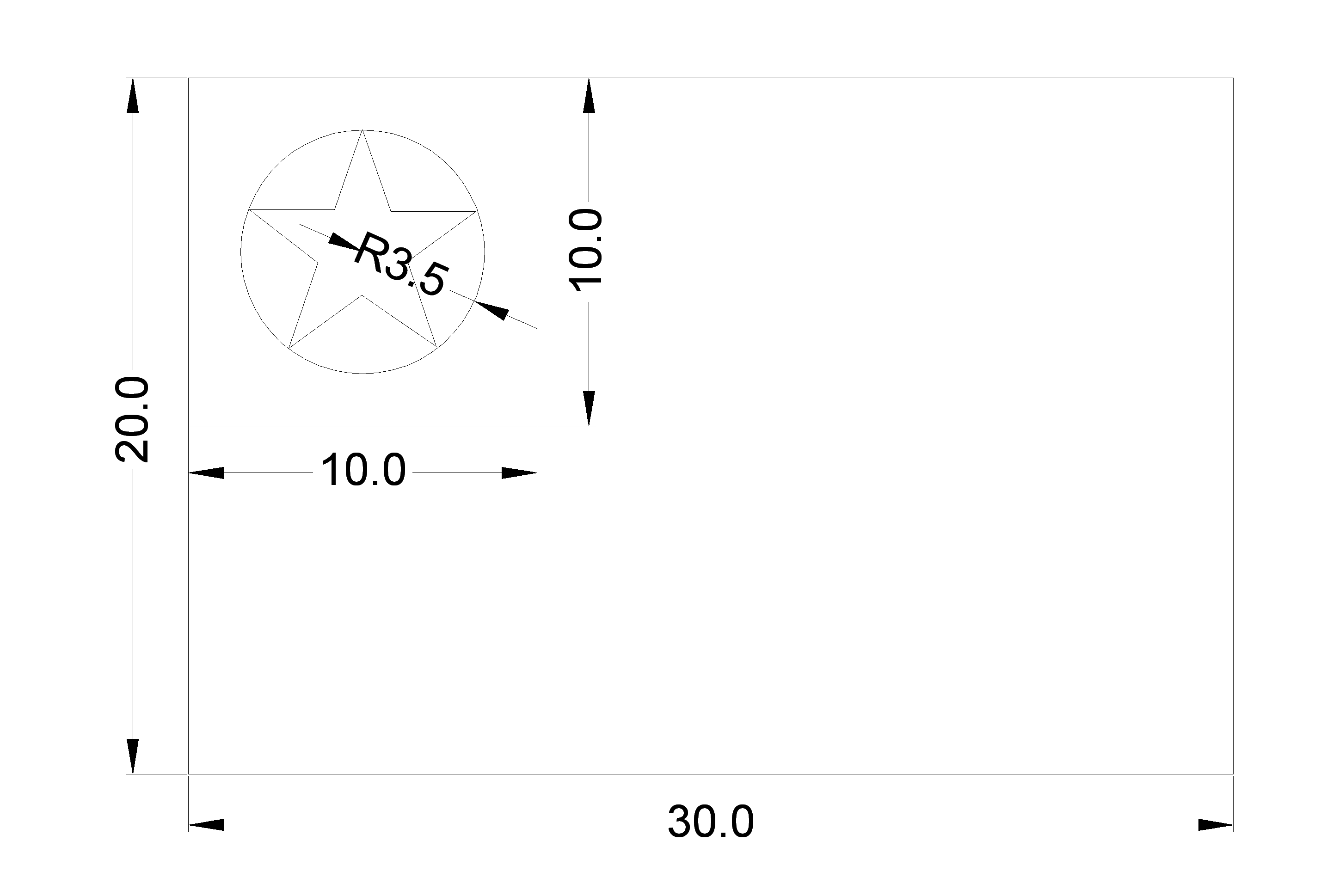
制旗比例